# Hongkongbauhinia
Hongkongbauhinia (Bauhinia ×blakena) är en hybrid i familjen ärtväxter, troligen mellan orkidébauhinia (B. variegata) och purpurbauhinia (B. purpurea). Hybriden växer naturligt i Hongkong och betraktas ibland som en naturlig art. Den är dock nästan helt steril vilket tyder på hybridisering.

## Synonymer
Perlebia blakeana (Dunn.) A.Schmitz